# NGC 5271
NGC 5271 је спирална галаксија у сазвежђу Ловачки пси која се налази на NGC листи објеката дубоког неба.
Деклинација објекта је + 30° 7' 31" а ректасцензија 13h 41m 42,4s. Привидна величина (магнитуда) објекта NGC 5271 износи 14,3 а фотографска магнитуда 15,2. NGC 5271 је још познат и под ознакама MCG 5-32-65, CGCG 161-120, PGC 48477.